# Post (Texas)
Post é uma cidade localizada no estado norte-americano de Texas, no Condado de Garza.

## Demografia
Segundo o censo norte-americano de 2000, a sua população era de 3708 habitantes.
Em 2006, foi estimada uma população de 3680, um decréscimo de 28 (-0.8%).

## Geografia
De acordo com o United States Census Bureau tem uma área de
9,7 km², dos quais 9,7 km² cobertos por terra e 0,0 km² cobertos por água.

## Localidades na vizinhança
O diagrama seguinte representa as localidades num raio de 48 km ao redor de Post.